# Condado de Adams (Idaho)
O Condado de Adams é um dos condados do Estado americano do Idaho. A sede do condado é Council. O condado tem uma área de 3548 km² (dos quais 14 km² estão cobertos por água), uma população de 3476 habitantes, e uma densidade populacional de 0,98 hab/km² (segundo o censo nacional de 2000). O condado foi fundado em 1911.